# Stemmen
Stemmen település Németországban, azon belül Alsó-Szászország tartományban. Lakosainak száma 821 fő (2023. december 31.).

## Népesség
A település népességének változása:
| Lakosok száma | 828  | 817  | 821  | 813  | 824  | 821  |
|               | 2016 | 2017 | 2019 | 2021 | 2022 | 2023 |